# Novi Banovci
Novi Banovci (izvirno srbsko Нови Бановци) je naselje v Srbiji, ki upravno spada pod Občino Stara Pazova; slednja pa je del Sremskega upravnega okraja.

## Demografija
V naselju, katerega izvirno (srbsko-cirilično) ime je Нови Бановци, živi 7543 polnoletnih prebivalcev, pri čemer je njihova povprečna starost 38,2 let (37,5 pri moških in 38,9 pri ženskah). Naselje ima 3154 gospodinjstev, pri čemer je povprečno število članov na gospodinjstvo 2,97.
To naselje je, glede na rezultate popisa iz leta 2002, večinoma srbsko, a v času zadnjih 3 popisov je opazen porast števila prebivalcev.
|  |

| Demografija | Demografija     | Demografija     |
| Leto        | Št. prebivalcev | Št. prebivalcev |
| ----------- | --------------- | --------------- |
|             |                 |                 |
|             |                 |                 |
|             |                 |                 |
|             |                 |                 |
| 1948        | 1341            |                 |
| 1953        | 1451            |                 |
| 1961        | 1592            |                 |
| 1971        | 1842            |                 |
| 1981        | 4077            |                 |
| 1991        | 6354            | 6220            |
| 2002        | 9796            | 9358            |
|             |                 |                 |

| Etnična sestava po popisu iz leta 2002 | Etnična sestava po popisu iz leta 2002 | Etnična sestava po popisu iz leta 2002 | Etnična sestava po popisu iz leta 2002 | Etnična sestava po popisu iz leta 2002 |
| -------------------------------------- | -------------------------------------- | -------------------------------------- | -------------------------------------- | -------------------------------------- |
| Srbi                                   | Srbi                                   |                                        | 8.116                                  | 86,72%                                 |
| Hrvati                                 | Hrvati                                 |                                        | 331                                    | 3,53%                                  |
| Jugoslovani                            | Jugoslovani                            |                                        | 176                                    | 1,88%                                  |
| Črnogorci                              | Črnogorci                              |                                        | 72                                     | 0,76%                                  |
| Romi                                   | Romi                                   |                                        | 38                                     | 0,40%                                  |
| Makedonci                              | Makedonci                              |                                        | 31                                     | 0,33%                                  |
| Madžari                                | Madžari                                |                                        | 30                                     | 0,32%                                  |
| Slovaki                                | Slovaki                                |                                        | 29                                     | 0,30%                                  |
| Muslimani                              | Muslimani                              |                                        | 27                                     | 0,28%                                  |
| Goranci                                | Goranci                                |                                        | 26                                     | 0,27%                                  |
| Rusi                                   | Rusi                                   |                                        | 7                                      | 0,07%                                  |
| Bošnjaki                               | Bošnjaki                               |                                        | 6                                      | 0,06%                                  |
| Nemci                                  | Nemci                                  |                                        | 5                                      | 0,05%                                  |
| Slovenci                               | Slovenci                               |                                        | 3                                      | 0,03%                                  |
| Albanci                                | Albanci                                |                                        | 3                                      | 0,03%                                  |
| Ukrajinci                              | Ukrajinci                              |                                        | 2                                      | 0,02%                                  |
| Čehi                                   | Čehi                                   |                                        | 1                                      | 0,01%                                  |
| Vlahi                                  | Vlahi                                  |                                        | 1                                      | 0,01%                                  |
| Bunjevci                               | Bunjevci                               |                                        | 1                                      | 0,01%                                  |
| Neznano                                | Neznano                                |                                        | 211                                    | 2,25%                                  |